# 加利福尼亞州第二國會選區
加利福尼亞州第二國會選區（英語：California's 2nd congressional district）覆蓋加利福尼亚州中北部地區，當中包括蒂黑马县、三一縣、科卢萨县、格伦县、沙斯塔县、尤巴縣、锡斯基尤县和薩特縣的全部和布尤特縣和優洛縣的一部。
該區現任眾議員為民主黨籍的賈里德·哈夫曼。

## 選區議員列表
| 代表 (駐地)                        | 政黨   | 國會                          | 年 | 選舉歷史 | 區域位置 |
| ---------------------------------- | ------ | ----------------------------- | --- | --- | --- |
| 選區成立於1865年3月4日             |        |                               | | | |
| 威廉·希格比 (卡拉維拉斯)           | 共和黨 | 1865年3月4日 – 1869年3月3日   | 第39屆 第40屆                                                                                           | 自单一選區重劃而成並於 1864年當選。 1867年當選連任。 競選連任失利。 | 1865–1873 阿拉米達縣、阿爾派恩縣、阿馬多爾縣、 卡拉韋拉斯縣、康特拉科斯塔縣、 埃爾多拉多縣、莫諾縣、內華達縣、 普萊瑟縣、薩克拉門託縣、聖華金縣和 圖奧勒米縣                                    |
| 亞倫·A·薩金特 (內華達城)           | 共和黨 | 1869年3月4日 – 1873年3月3日   | 第41屆 第42屆                                                                                           | 1868年當選。 1871年當選連任。 退休並兢選聯邦參議員。 | 1865–1873 阿拉米達縣、阿爾派恩縣、阿馬多爾縣、 卡拉韋拉斯縣、康特拉科斯塔縣、 埃爾多拉多縣、莫諾縣、內華達縣、 普萊瑟縣、薩克拉門託縣、聖華金縣和 圖奧勒米縣                                    |
| 霍勒斯·F·佩奇 (普萊瑟維爾)         | 共和黨 | 1873年3月4日 – 1883年3月3日   | 第43屆 第44屆 第45屆 第46屆 第47屆                                                                      | 1872年當選。 1875年當選連任。 1876年當選連任。 1879年當選連任。 1880年當選連任。 競選連任失利。 | 1873–1885 阿拉米達縣、阿爾派恩縣、阿馬多爾縣、 卡拉韋拉斯縣、康特拉科斯塔縣、 埃爾多拉多縣、內華達縣、普萊瑟縣、 薩克拉門託縣、聖華金縣和圖奧勒米縣                                             |
| 詹姆斯·巴德 (斯托克頓)             | 民主黨 | 1883年3月4日 – 1885年3月3日   | 第48屆                                                                                                  | 1882年當選。 退休。 | 1873–1885 阿拉米達縣、阿爾派恩縣、阿馬多爾縣、 卡拉韋拉斯縣、康特拉科斯塔縣、 埃爾多拉多縣、內華達縣、普萊瑟縣、 薩克拉門託縣、聖華金縣和圖奧勒米縣                                             |
| 詹姆斯·A·洛蒂特 (斯托克頓)         | 共和黨 | 1885年3月4日 – 1887年3月3日   | 第49屆                                                                                                  | 1884年當選。 退休。 | 1885–1893 阿馬多爾縣、比尤特縣、卡拉韋拉斯縣、 埃爾多拉多縣、馬里波薩縣、默塞德縣、 內華達縣、普萊瑟縣、聖華金縣、 史丹尼斯勞斯縣、薩特縣、圖奧勒米縣和 尤巴縣                                  |
| 馬里昂·比格斯 (格里德利)           | 民主黨 | 1887年3月4日 – 1891年3月3日   | 第50屆 第51屆                                                                                           | 1886年當選。 1888年當選連任。 退休。 | 1885–1893 阿馬多爾縣、比尤特縣、卡拉韋拉斯縣、 埃爾多拉多縣、馬里波薩縣、默塞德縣、 內華達縣、普萊瑟縣、聖華金縣、 史丹尼斯勞斯縣、薩特縣、圖奧勒米縣和 尤巴縣                                  |
| 安東尼·卡米內蒂 (傑克森)           | 民主黨 | 1891年3月4日 – 1895年3月3日   | 第52屆 第53屆                                                                                           | 1890年當選。 1892年當選連任。 競選連任失利。 | 1885–1893 阿馬多爾縣、比尤特縣、卡拉韋拉斯縣、 埃爾多拉多縣、馬里波薩縣、默塞德縣、 內華達縣、普萊瑟縣、聖華金縣、 史丹尼斯勞斯縣、薩特縣、圖奧勒米縣和 尤巴縣                                  |
| 安東尼·卡米內蒂 (傑克森)           | 民主黨 | 1891年3月4日 – 1895年3月3日   | 第52屆 第53屆                                                                                           | 1890年當選。 1892年當選連任。 競選連任失利。 | 1893–1903 阿爾派恩縣、阿馬多爾縣、布特縣、 卡拉韋拉斯縣、埃爾多拉多縣、因約縣、 馬里波薩縣、莫諾縣、內華達縣、 普萊瑟縣、薩克拉門托縣、聖華金縣、 史丹尼斯勞斯縣、薩特縣、圖奧勒米縣和 尤巴縣   |
| 格羅夫·L·約翰遜 (薩克拉門托)       | 共和黨 | 1895年3月4日 – 1897年3月3日   | 第54屆                                                                                                  | 1894年當選。 競選連任失利。 | |
| 馬里昂·德弗里斯 (斯托克頓)         | 民主黨 | 1897年3月4日 – 1900年8月20日  | 第55屆 第56屆                                                                                           | 1896年當選。 1892年當選連任。 被任命為總評估師委員會成員後 辭職。 | |
| 空缺                               | 空缺   | 1900年8月20日 – 1900年12月3日 | 第56屆                                                                                                  | | |
| 塞繆爾·D·伍茲 (斯托克頓)           | 共和黨 | 1900年12月3日 – 1903年3月3日  | 第56屆 第57屆                                                                                           | 當選接替德弗里斯的任期。 退休。 | |
| 西奧多·阿靈頓·貝爾 (洛杉磯)        | 民主黨 | 1903年3月4日 – 1905年3月3日   | 第58屆                                                                                                  | 1902年當選。 競選連任失利。 | 1903–1913 阿爾派恩縣、阿馬多爾縣、布特縣、 卡拉韋拉斯縣、埃爾多拉多縣、因約縣、 馬里波薩縣、莫諾縣、內華達縣、 普萊瑟縣、薩克拉門托縣、聖華金縣、 史丹尼斯勞斯縣、薩特縣、 圖奧勒米縣和尤巴縣   |
| 鄧肯·庀·麥金萊 (聖羅莎)            | 共和黨 | 1905年3月4日 – 1911年3月3日   | 第59屆 第60屆 第61屆                                                                                    | 1904年當選。 1906年當選連任。 1908年當選連任。 失去連任提名。 | 1903–1913 阿爾派恩縣、阿馬多爾縣、布特縣、 卡拉韋拉斯縣、埃爾多拉多縣、因約縣、 馬里波薩縣、莫諾縣、內華達縣、 普萊瑟縣、薩克拉門托縣、聖華金縣、 史丹尼斯勞斯縣、薩特縣、 圖奧勒米縣和尤巴縣   |
| 威廉·肯特 (肯特菲爾德)             | 共和黨 | 1911年3月4日 – 1913年3月3日   | 第62屆                                                                                                  | 1910年當選。 重劃至第1國會選區。 | 1903–1913 阿爾派恩縣、阿馬多爾縣、布特縣、 卡拉韋拉斯縣、埃爾多拉多縣、因約縣、 馬里波薩縣、莫諾縣、內華達縣、 普萊瑟縣、薩克拉門托縣、聖華金縣、 史丹尼斯勞斯縣、薩特縣、 圖奧勒米縣和尤巴縣   |
| 約翰·衣·雷克 (洛杉磯)              | 民主黨 | 1913年3月4日 – 1926年1月22日  | 第63屆 第64屆 第65屆 第66屆 第67屆 第68屆 第69屆                                                        | 自第1國會選區重劃而成並於 1912年當選連任。 1914年當選連任。 1916年當選連任。 1918年當選連任。 1920年當選連任。 1922年當選連任。 1924年當選連任。 去世。                                                                                            | 1913–1933 阿爾派恩縣、阿馬多爾縣、卡拉韋拉斯縣、 埃爾多拉多縣、拉森縣、馬里波薩縣、 莫多克縣、內華達縣、普萊瑟縣、 普盧默斯縣、沙斯塔縣、謝拉縣、 錫斯基尤縣、蒂黑馬縣、特里尼蒂縣和 圖奧勒米縣 |
| 空缺                               | 空缺   | 1926年1月22日 – 1926年8月31日 | 第69屆                                                                                                  | | 1913–1933 阿爾派恩縣、阿馬多爾縣、卡拉韋拉斯縣、 埃爾多拉多縣、拉森縣、馬里波薩縣、 莫多克縣、內華達縣、普萊瑟縣、 普盧默斯縣、沙斯塔縣、謝拉縣、 錫斯基尤縣、蒂黑馬縣、特里尼蒂縣和 圖奧勒米縣 |
| 哈里·萊恩· 恩格爾布賴特 (內華達城) | 共和黨 | 1926年8月31日 – 1943年5月13日 | 第69屆 第70屆 第71屆 第72屆 第73屆 第74屆 第75屆 第76屆 第77屆 第78屆                                   | 當選完成雷克的任期。 1926年當選連任。 1928年當選連任。 1930年當選連任。 1932年當選連任。 1934年當選連任。 1936年當選連任。 1938年當選連任。 1940年當選連任。 1942年當選連任。 去世。                                                               | 1913–1933 阿爾派恩縣、阿馬多爾縣、卡拉韋拉斯縣、 埃爾多拉多縣、拉森縣、馬里波薩縣、 莫多克縣、內華達縣、普萊瑟縣、 普盧默斯縣、沙斯塔縣、謝拉縣、 錫斯基尤縣、蒂黑馬縣、特里尼蒂縣和 圖奧勒米縣 |
| 哈里·萊恩· 恩格爾布賴特 (內華達城) | 共和黨 | 1926年8月31日 – 1943年5月13日 | 第69屆 第70屆 第71屆 第72屆 第73屆 第74屆 第75屆 第76屆 第77屆 第78屆                                   | 當選完成雷克的任期。 1926年當選連任。 1928年當選連任。 1930年當選連任。 1932年當選連任。 1934年當選連任。 1936年當選連任。 1938年當選連任。 1940年當選連任。 1942年當選連任。 去世。                                                               | 1933–1953 阿爾派恩縣、阿馬多爾縣、布特縣、 卡拉韋拉斯縣、埃爾多拉多縣、因約縣、 馬里波薩縣、莫諾縣、內華達縣、 普萊瑟縣、薩克拉門托縣、聖華金縣、 史丹尼斯勞斯縣、薩特縣、圖奧勒米縣和 尤巴縣   |
| 空缺                               | 空缺   | 1943年5月13日 – 1943年8月31日 | 第78屆                                                                                                  | | |
| 克萊爾·恩格爾 (雷德布拉夫)         | 民主黨 | 1943年8月31日 – 1959年1月3日  | 第78屆 第79屆 第80屆 第81屆 第82屆 第83屆 第84屆 第85屆                                                 | 當選完成恩格爾布賴特的任期。 1944年當選連任。 1946年當選連任。 1948年當選連任。 19520當選連任。 1952年當選連任。 1954年當選連任。 1956年當選連任。 退休並兢選聯邦參議員。                                                                          | |
| 克萊爾·恩格爾 (雷德布拉夫)         | 民主黨 | 1943年8月31日 – 1959年1月3日  | 第78屆 第79屆 第80屆 第81屆 第82屆 第83屆 第84屆 第85屆                                                 | 當選完成恩格爾布賴特的任期。 1944年當選連任。 1946年當選連任。 1948年當選連任。 19520當選連任。 1952年當選連任。 1954年當選連任。 1956年當選連任。 退休並兢選聯邦參議員。                                                                          | 1953–1963 阿爾派恩縣、阿馬多爾縣、布特縣、 卡拉韋拉斯縣、埃爾多拉多縣、因約縣、 馬里波薩縣、莫諾縣、內華達縣、 普萊瑟縣、薩克拉門托縣、聖華金縣、 史丹尼斯勞斯縣、薩特縣、圖奧勒米縣和 尤巴縣   |
| 哈羅德·T·約翰遜 (羅斯維爾)         | 民主黨 | 1959年1月3日 – 1975年1月3日   | 第86屆 第87屆 第88屆 第89屆 第90屆 第91屆 第92屆 第93屆                                                 | 1958年當選。 1960年當選連任。 1962年當選連任。 1964年當選連任。 1966年當選連任。 1968年當選連任。 1970年當選連任。 1970年當選連任。 重劃至第17國會選區。                                                                                           | |
| 哈羅德·T·約翰遜 (羅斯維爾)         | 民主黨 | 1959年1月3日 – 1975年1月3日   | 第86屆 第87屆 第88屆 第89屆 第90屆 第91屆 第92屆 第93屆                                                 | 1958年當選。 1960年當選連任。 1962年當選連任。 1964年當選連任。 1966年當選連任。 1968年當選連任。 1970年當選連任。 1970年當選連任。 重劃至第17國會選區。                                                                                           | 1963–1973 阿爾派恩縣、阿馬多爾縣、布特縣、 卡拉韋拉斯縣、埃爾多拉多縣、因約縣、 馬里波薩縣、莫諾縣、內華達縣、 普萊瑟縣、薩克拉門托縣、聖華金縣、 史丹尼斯勞斯縣、薩特縣、圖奧勒米縣和 尤巴縣   |
| 哈羅德·T·約翰遜 (羅斯維爾)         | 民主黨 | 1959年1月3日 – 1975年1月3日   | 第86屆 第87屆 第88屆 第89屆 第90屆 第91屆 第92屆 第93屆                                                 | 1958年當選。 1960年當選連任。 1962年當選連任。 1964年當選連任。 1966年當選連任。 1968年當選連任。 1970年當選連任。 1970年當選連任。 重劃至第17國會選區。                                                                                           | 1973–1975 阿爾派恩縣、比尤特縣、拉森鹃、 莫多克縣、內華達縣、內華達縣、 普盧默斯縣、沙斯塔縣、謝拉縣、 錫斯基尤縣、蒂黑馬縣和特里尼蒂縣                                                         |
| 唐納德·H·克勞森 (克雷森特城)       | 共和黨 | 1975年1月3日 – 1983年1月3日   | 第94屆 第95屆 第96屆 第97屆                                                                             | 自第1國會選區重劃而成並於 1974年當選連任。 1976年當選連任。 1978年當選連任。 1980年當選連任。 重劃至第1國會選區 並在那裛失去了連任機會。 | 1975–1983 德爾諾特縣、洪堡縣、門多西諾縣、 納帕縣和索諾瑪縣 |
| 尤金·A·查皮 (奇科)                 | 共和黨 | 1983年1月3日 – 1987年1月3日   | 第98屆 第99屆                                                                                           | 自第1國會選區重劃而成並於 1982年當選連任。 1982年當選連任。 退休。 | 1983–1993 比尤特縣、科盧薩縣和格倫縣； 萊克縣大部分地區； 納帕縣北部； 內華達縣、沙斯塔縣、錫斯基尤縣、 薩特縣、蒂黑馬縣、特里尼蒂縣和 尤巴縣一小部分                                           |
| 沃利·赫格爾 (奇科)                 | 共和黨 | 1987年1月3日 – 2013年1月3日   | 第100屆 第101屆 第102屆 第103屆 第104屆 第105屆 第106屆 第107屆 第108屆 第109屆 第110屆 第111屆 第112屆 | 1986年當選。 1988年當選連任。 1990年當選連任。 1992年當選連任。 1994年當選連任。 1996年當選連任。 1998年當選連任。 2000年當選連任。 2002年當選連任。 2004年當選連任。 2006年當選連任。 2008年當選連任。 2010年當選連任。 重劃至第1國會選區並退休。 | 1983–1993 比尤特縣、科盧薩縣和格倫縣； 萊克縣大部分地區； 納帕縣北部； 內華達縣、沙斯塔縣、錫斯基尤縣、 薩特縣、蒂黑馬縣、特里尼蒂縣和 尤巴縣一小部分                                           |
| 沃利·赫格爾 (奇科)                 | 共和黨 | 1987年1月3日 – 2013年1月3日   | 第100屆 第101屆 第102屆 第103屆 第104屆 第105屆 第106屆 第107屆 第108屆 第109屆 第110屆 第111屆 第112屆 | 1986年當選。 1988年當選連任。 1990年當選連任。 1992年當選連任。 1994年當選連任。 1996年當選連任。 1998年當選連任。 2000年當選連任。 2002年當選連任。 2004年當選連任。 2006年當選連任。 2008年當選連任。 2010年當選連任。 重劃至第1國會選區並退休。 | 1993–2003 阿爾派恩縣、比尤特縣、拉森鹃、 莫多克縣、內華達縣、內華達縣、 普盧默斯縣、沙斯塔縣、謝拉縣、 錫斯基尤縣、蒂黑馬縣和特里尼蒂縣                                                         |
| 沃利·赫格爾 (奇科)                 | 共和黨 | 1987年1月3日 – 2013年1月3日   | 第100屆 第101屆 第102屆 第103屆 第104屆 第105屆 第106屆 第107屆 第108屆 第109屆 第110屆 第111屆 第112屆 | 1986年當選。 1988年當選連任。 1990年當選連任。 1992年當選連任。 1994年當選連任。 1996年當選連任。 1998年當選連任。 2000年當選連任。 2002年當選連任。 2004年當選連任。 2006年當選連任。 2008年當選連任。 2010年當選連任。 重劃至第1國會選區並退休。 | 2003–2013 比尤特縣、科盧薩縣和格倫縣和 萊克縣大部分地區； 納帕縣北部； 內華達縣、沙斯塔縣、錫斯基尤縣、 薩特縣、蒂黑馬縣、特里尼蒂縣和 尤巴縣一小部分                                           |
| 賈里德·哈夫曼 (聖拉斐爾)           | 民主黨 | 2013年1月3日 – 現在           | 第113屆 第114屆 第115屆 第116屆 第117屆 第118屆 第119屆                                                 | 2012年當選。 2014年當選連任。 2016年當選連任。 2018年當選連任。 2020年當選連任。 2022年當選連任。 2024年當選連任。 | 2013–2023 加州北海岸包括德爾諾特縣、洪堡縣、 馬林縣、門多西諾縣和 特里尼蒂縣。 此外還包括沿海的索諾瑪縣。                                                                                       |
| 賈里德·哈夫曼 (聖拉斐爾)           | 民主黨 | 2013年1月3日 – 現在           | 第113屆 第114屆 第115屆 第116屆 第117屆 第118屆 第119屆                                                 | 2012年當選。 2014年當選連任。 2016年當選連任。 2018年當選連任。 2020年當選連任。 2022年當選連任。 2024年當選連任。 | 2023–現在 |

## 選舉結果

### 2022
| 党派 | 党派               | 候选人               | 得票数  | 百分比 |
| ---- | ------------------ | -------------------- | ------- | ------ |
|      | 民主党             | 賈里德·哈夫曼 (時任) | 229,720 | 74.4   |
|      | 共和党             | 道格拉斯·布勞爾      | 79,029  | 25.6   |
| 合计 | 合计               | 合计                 | 308,749 | 100    |
|      | 民主党保持既有席位 |                      |         |        |

### 2024
| 党派 | 党派               | 候选人               | 得票数  | 百分比 |
| ---- | ------------------ | -------------------- | ------- | ------ |
|      | 民主党             | 賈里德·哈夫曼 (時任) | 272,883 | 71.9   |
|      | 共和党             | 克里斯·庫隆布        | 106,734 | 28.1   |
| 合计 | 合计               | 合计                 | 379,617 | 100    |
|      | 民主党保持既有席位 |                      |         |        |